# Heike Makatschová
Heike Makatschová (* 13. srpna 1971 Düsseldorf) je německá herečka. Proslavila se rolí svůdné sekretářky Mii ve vánoční romantické komedii Láska nebeská, dr. Lisy Addisonové v akčním hororu Resident Evil nebo Lieseliny matky ve filmu Zlodějka knih. V roce 2009 ztvárnila titulní roli v životopisném snímku Hilda, který pojednává o herečce a zpěvačce Hildegarde Knefové. Je rovněž zpěvačkou, nazpívala především písně k filmům, ve kterých hrála. V letech 1996–2004 byla partnerkou britského herce Daniela Craiga. Její otec Rainer byl hokejovým brankářem.